# Anomala muricata
Anomala muricata är en skalbaggsart som beskrevs av Ohaus 1930. Anomala muricata ingår i släktet Anomala och familjen Rutelidae. Inga underarter finns listade i Catalogue of Life.